# Panty & Stocking with Garterbelt
Panty & Stocking with Garterbelt (Japans: パンティ＆ストッキングwithガーターベルト) (hierna: PSG) is een Japanse animeserie uit 2010. De serie is geproduceerd door studio Gainax en is met een Engelstalige nasynchronisatie op dvd uitgebracht buiten Japan. In tegenstelling tot de meeste andere animeseries is PSG niet gebaseerd op een manga maar is het een originele tv-productie.

## Verhaal
PSG volgt de avonturen van twee engelen (Panty & Stocking) die zich dusdanig misdragen hebben in de hemel dat ze voor straf naar een stad tussen hel en hemel gestuurd worden; Daten City. In Daten City worden ze begeleid door Garterbelt, een zwarte priester met een grote afro die in een oude kerk woont met Panty, Stocking en hun huisdier Chuck. Zowel Panty als Stocking zijn lui en hebben er weinig behoefte aan te bewijzen dat ze goed genoeg zijn om terug naar de hemel te gaan. Garterbelt moet ze iedere aflevering met veel overredingskracht zo ver krijgen hun superkrachten te gebruiken om Daten City te beschermen tegen allerlei soorten geesten die de gewone bevolking terroriseren. In ruil voor hun inzet krijgen ze Heaven Coins waarmee ze zich terug in de hemel kunnen kopen. 
De laatste aflevering eindigt met een cliffhanger waarna de boodschap verschijnt "wordt vervolgd in het tweede seizoen". Aangezien de meeste mensen die aan PSG hebben meegewerkt inmiddels studio Gainax verlaten hebben is het onwaarschijnlijk dat er ooit een vervolg komt. De rechten van PSG zijn in handen van studio Gainax waarmee het voor de originele makers onmogelijk is om een vervolg te produceren bij een andere studio. Gezien de absurdistische humor van de serie zou het ook kunnen dat een vervolg nooit aan de orde is geweest en de makers de cliffhanger toevoegde als grap.

## Personages
Panty is een grofgebekte blondine die haar tijd vooral vult met seks en rondhangen. Ze raakt gemakkelijk verveeld, ruimt nooit haar troep op en probeert Stocking zoveel mogelijk het vuile werk te laten doen. Wat voor risicovolle situatie zich ook voordoet, Panty is altijd op zoek naar lekkere mannen en kan zelfs tijdens gevechten afgeleid worden omdat ze een potentiële nieuwe sekspartner op het oog heeft. Haar vechtstijl is gebaseerd op het principe 'eerst schieten, dan vragen stellen.' Haar bovennatuurlijke kracht komt voornamelijk van haar slipje die ze kan transformeren tot een pistool. 
Stocking is Panty's zus en relatief de meest serieuze van de twee. Ook Stocking heeft echter weinig zin om haar werk te doen en vult haar dagen liever met het eten van zoetigheid zoals taart, koekjes en pudding. Ze draagt een zwarte jurk en zwart/blauw gestreepte kousen die sterk doen denken aan de lolita kledingstijl. Ook heeft ze een grote blauwe strik in haar haar. Haar kousen kan ze transformeren tot zwaarden die ze gebruikt om geesten te verslaan. Panty en Stocking leven op gespannen voet met elkaar vanwege hun uiteenlopende persoonlijkheden. Zo walgen ze van elkaars smaak in mannen en voedsel. 
Garterbelt is een zwarte priester die als taak heeft de zussen te begeleiden op weg terug naar de hemel. Hij is meestal de gene die ze een nieuwe missie opdraagt die de zusjes met tegenzin vervullen. Hun luie gedrag drijft Garterbelt regelmatig tot waanzin waarna hij begint te schreeuwen en Engelse scheldwoorden uit. Hij vergezelt Panty en Stocking niet op de missies maar houdt wel contact met ze via de telefoon. Hij lijkt hierin op een parodie van Charlie uit Charlie's Angels, zeker wanneer men bedenkt dat Panty en Stocking ook engelen (angels) zijn. 
Brief is een sukkelige jongen die geobsedeerd is met geesten en altijd rondloopt met een geestdetector op zijn rug. Hij wordt steevast door zowel Panty als Stocking geek boy genoemd. Hij heeft warrig rood haar dat zijn ogen bedekt en heeft altijd een grote koptelefoon op. Hij is verliefd op Panty ondanks dat zij regelmatig onbeschoft tegen hem is en hem ook nog weleens in gevaar brengt.
Chuck is het huisdier van Panty en Stocking. Hoewel nooit wordt aangegeven wat voor dier Chuck is mag men ervan uitgaan dat hij een hond is. Hij heeft een felgroene vacht, een paarse halsband en 2 ritsen die dienst moeten doen als oren. Hij is vermoedelijk gebaseerd op het personage Gir uit de Amerikaanse animatieserie Invader Zim. Chuck kan alleen zijn eigen naam zeggen en is meestal het slachtoffer van woede-uitbarstingen van Panty, Stocking of Garterbelt. Hoewel hij soms op zeer brute wijze om het leven lijkt te komen staat hij altijd zonder kleerscheuren weer op. Soms gaat hij mee op de missies van Panty en Stocking waarbij hij de roze Hummer H2 van Panty en Stocking moet besturen. 
Scanty & Kneesocks zijn Panty en Stockings tegenpolen. Ze zijn duivelse zusjes, beiden met een fel rode huidskleur. Ook hebben ze beiden hoorns op hun hoofd. Ze haten Panty en Stocking en doen regelmatig pogingen om de engelen uit te roeien. Net als Panty en Stocking kunnen Scanty en Kneesocks hun ondergoed transformeren tot wapens. Ook hebben Scanty en Kneesocks een huisdier genaamd Fastener, die enkele keren in aanvaring komt met Chuck. 

## Stijl
De serie heeft een ongebruikelijke tekenstijl in vergelijking tot andere animeseries. Traditionele ronde vormen, grote ogen en gedetailleerde achtergronden hebben plaatsgemaakt voor een hoekige, simplistische stijl. Hierdoor lijkt de serie meer op een westerse cartoon dan op een Japanse anime.
Inhoudelijk leunt PSG zwaar op het gebruik van parodie, zwarte humor en poep-en-pieshumor. In veel afleveringen wordt een westerse serie of film op de hak genomen zoals Saving Private Ryan, Mean Girls en Sex and the City. 
Er wordt bijzonder veel gescholden in de serie, zowel in het Japans als in het Jenglish. De serie heeft door zijn vulgaire humor en taalgebruik een '17+'-rating (Japan) of '18+'-rating (Amerika).

## Muziek
De soundtrack van PSG bestaat voornamelijk uit electro en house nummers, het merendeel geschreven door TCY Force en TeddyLoid. In 2011 kwam er een tweede soundtrackalbum uit genaamd Panty & Stocking with Garterbelt THE WORST ALBUM. Dit album bevatte voornamelijk remixen van nummers die op de originele soundtrack stonden.

## Vervolg
In 2022 werd bekend gemaakt dat Studio Trigger werkt aan een 2e seizoen. Hiroyuki Imaishi, regisseur van het eerste seizoen, is wederom betrokken bij het project. In juli 2024 werd aangekondigd dat dit vervolg in 2025 zal uitkomen.  